# Ferdynand Loner
Ferdynand Loner, niem. Lohner (ur. w 1886 w Sarajewie, zm. 24 grudnia 1954 w Wiedniu) – austriacki i ukraiński wojskowy, kapitan Ukraińskiej Armii Halickiej, w latach 1929–1938 austriacki attaché wojskowy w Moskwie.

## Życiorys
Był oficerem Sztabu Generalnego armii austro-węgierskiej. Na stopień kapitana został mianowany ze starszeństwem z 1 maja 1915.
W czasie wojny polsko-ukraińskiej szef sztabu II Korpusu UHA, następnie pomocnik szefa oddziału operacyjnego Komendy Głównej UHA, następnie szef sztabu II Brygady Halickiej Czerwonej Ukraińskiej Armii Halickiej. Przekroczył granicę z Czechosłowacją, następnie udał się do Wiednia, gdzie podjął pracę w biurze wojskowym dyktatora ZURL Jewhena Petruszewycza.
Pracował jako attaché wojskowy Austrii w Moskwie. Podczas II wojny światowej był oficerem sztabowym 4 Floty Powietrznej Luftwaffe stacjonującej w Wiedniu.
W latach 1946–1951 pracował w austriackim Ministerstwie Spraw Zagranicznych, pełnił funkcję attaché wojskowego w Bonn. Zmarł 24 grudnia 1954 roku w Wiedniu, został pochowany na cmentarzu ewangelickim Matzleinsdorf.

## Ordery i odznaczenia
- Krzyż Zasługi Wojskowej 3 klasy z dekoracją wojenną i mieczami[1]
- Srebrny Medal Zasługi Wojskowej z mieczami na wstążce Krzyża Zasługi Wojskowej dwukrotnie[1]
- Brązowy Medal Zasługi Wojskowej z mieczami na wstążce Krzyża Zasługi Wojskowej[1]
- Krzyż Jubileuszowy Wojskowy[1]